# Stazione di Kuroiso
La stazione di Kuroiso (黒磯駅?, Kuroiso-eki) è una stazione ferroviaria situata della città di Nasushiobara, nella prefettura di Tochigi, ed è servita dalla linea principale Tōhoku sulla quale è esercitato il servizio Utsunomiya della JR East, della quale è capolinea settentrionale. Normalmente, chi da Tokyo si reca nelle regioni del Tōhoku utilizzando i treni regionali, effettua il cambio in questa stazione. Inoltre, presso Kuroiso cambia l'elettrificazione della linea: in corrente continua in direzione Tokyo (verso sud) e in corrente alternata in direzione Sendai (verso nord).

## Servizi ferroviari
East Japan Railway Company
■ Linea Utsunomiya (servizio della linea Tōhoku)
■ Linea principale Tōhoku (servizi regionali)

## Struttura
La stazione è dotata di un marciapiede laterale e di due a isola centrale con cinque binari passanti in superficie. Lungo la stazione si trovano i binari del Tōhoku Shinkansen, ma i treni ad alta velocità non fermano a Kuroiso, poiché la fermata ad essi dedicata è la successiva stazione di Nasushiobara in direzione Tokyo.
| 1-2-3 | ■ Linea Utsunomiya        | per Utsunomiya, Oyama, Ōmiya e Ueno |
| 4-5   | ■ Linea principale Tōhoku | per Shirakawa, Kōriyama e Fukushima |

## Stazioni adiacenti
| «                       | Servizio         | »                |
| Linea Utsunomiya        | Linea Utsunomiya | Linea Utsunomiya |
| ----------------------- | ---------------- | ---------------- |
| Nasushiobara            | Tutti i treni    | Capolinea        |
| Linea principale Tōhoku |                  |                  |
| Capolinea               | -                | Takaku           |